# François Girardon

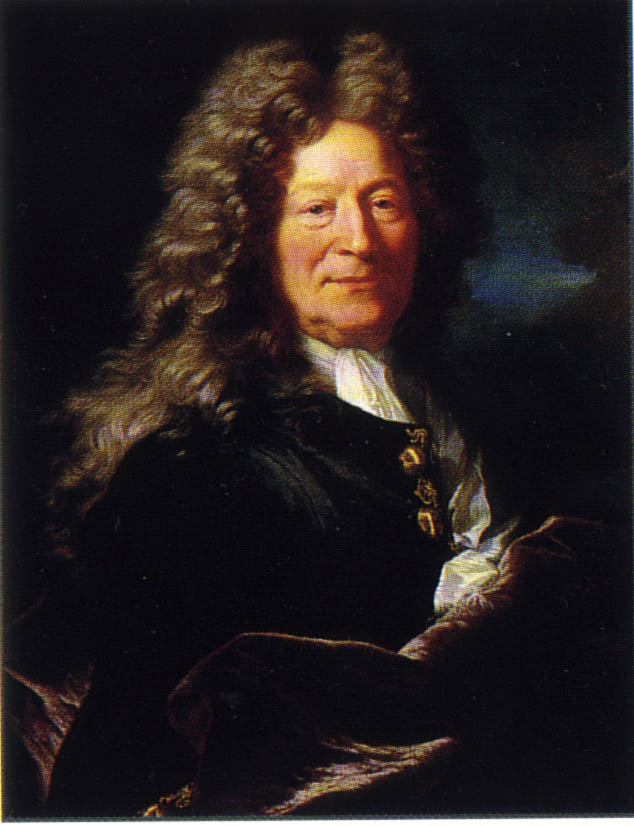
Hyacinthe Rigaud:
„François Girardon“ (Privatsammlung)

François Girardon (* 17. März 1628 in Troyes, heute im Département Aube; † 1. September 1715 in Paris) war ein französischer Bildhauer.
Girardon arbeitete anfangs in Paris in dem Atelier des Bildhauers François Anguier und ging später nach Rom. Nach seiner Rückkehr ernannte man ihn 1650 zum ersten Inspektor der Bildhauerarbeiten. 1659 berief man ihn als Professor an die Académie royale de peinture et de sculpture und 1695 wurde er dort auch Kanzler. Im Alter von 87 Jahren starb François Girardon am 1. September 1715 in Paris.

## Rezeption
Girardon gehört zu den bedeutendsten Künstlern seiner Zeit. Er gehörte zu den führenden Künstlern, die an Ausgestaltung  und Skulpturenschmuck von Schloss und Park in Versailles maßgeblich beteiligt waren. Er galt als trefflich in der Komposition sowie in ausdrucksvoller Darstellung der Köpfe. Die meisten seiner Werke lassen auch ein gründliches Studium der Antike erkennen und dadurch galt Girardon der zeitgenössischen Kunstkritik in Frankreich weit mehr als Gian Lorenzo Bernini, der einem typisch italienischen hochbewegten barocken Ideal folgte, während man in Frankreich einen gemäßigteren klassizistischen Stil pflegte.
Aus einer nationalistisch gefärbten Sicht deutschsprachiger Autoren des 19. Jahrhunderts wurde einst bemängelt, man müsse ihm „Reichtum an Erfindung absprechen und seine allzu theatralische Darstellungsweise tadeln“ und man suche „tieferen geistigen Ausdruck … bei Girardon vergebens“ (siehe Literaturangaben). Diese letztlich sehr abfällige Kritik ist vermutlich aus Nationalismus geboren, was im letzten Viertel des 19. Jahrhunderts nichts Ungewöhnliches war. Über 100 Jahre später werden verschiedene seiner Arbeiten zu den wichtigsten in der Geschichte der Bildhauerei gezählt.

## Werke (Auswahl)

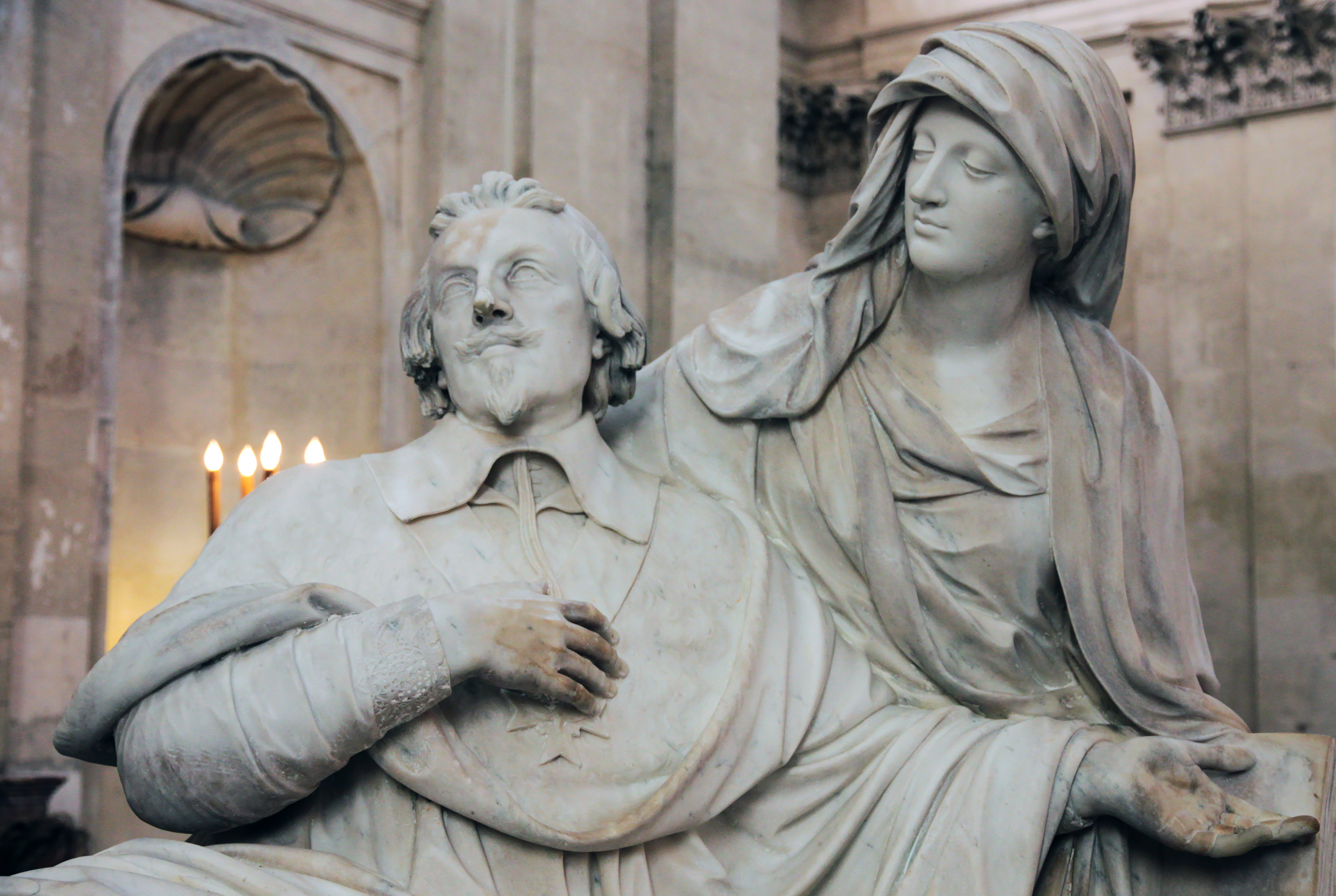
①
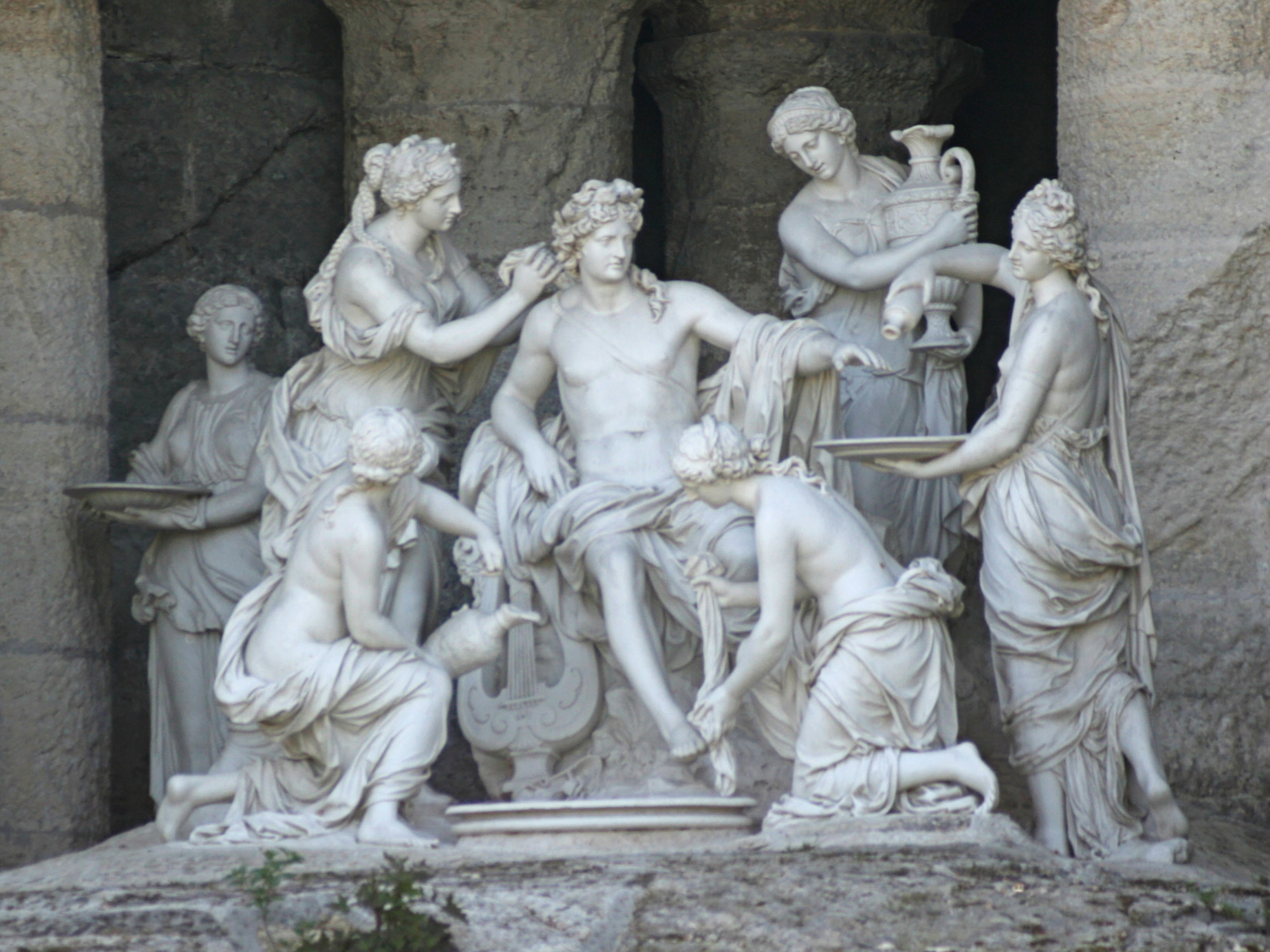
②
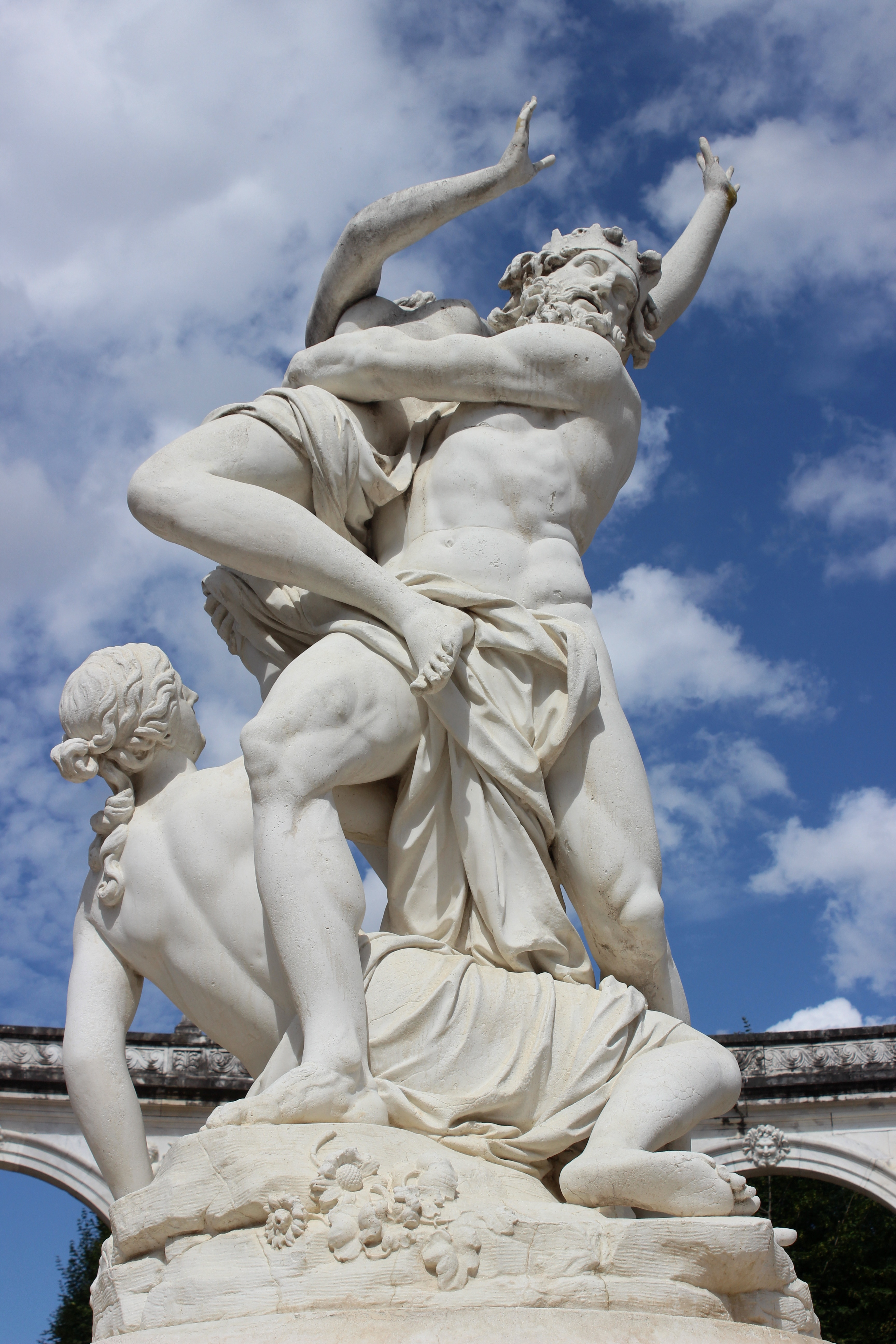
③
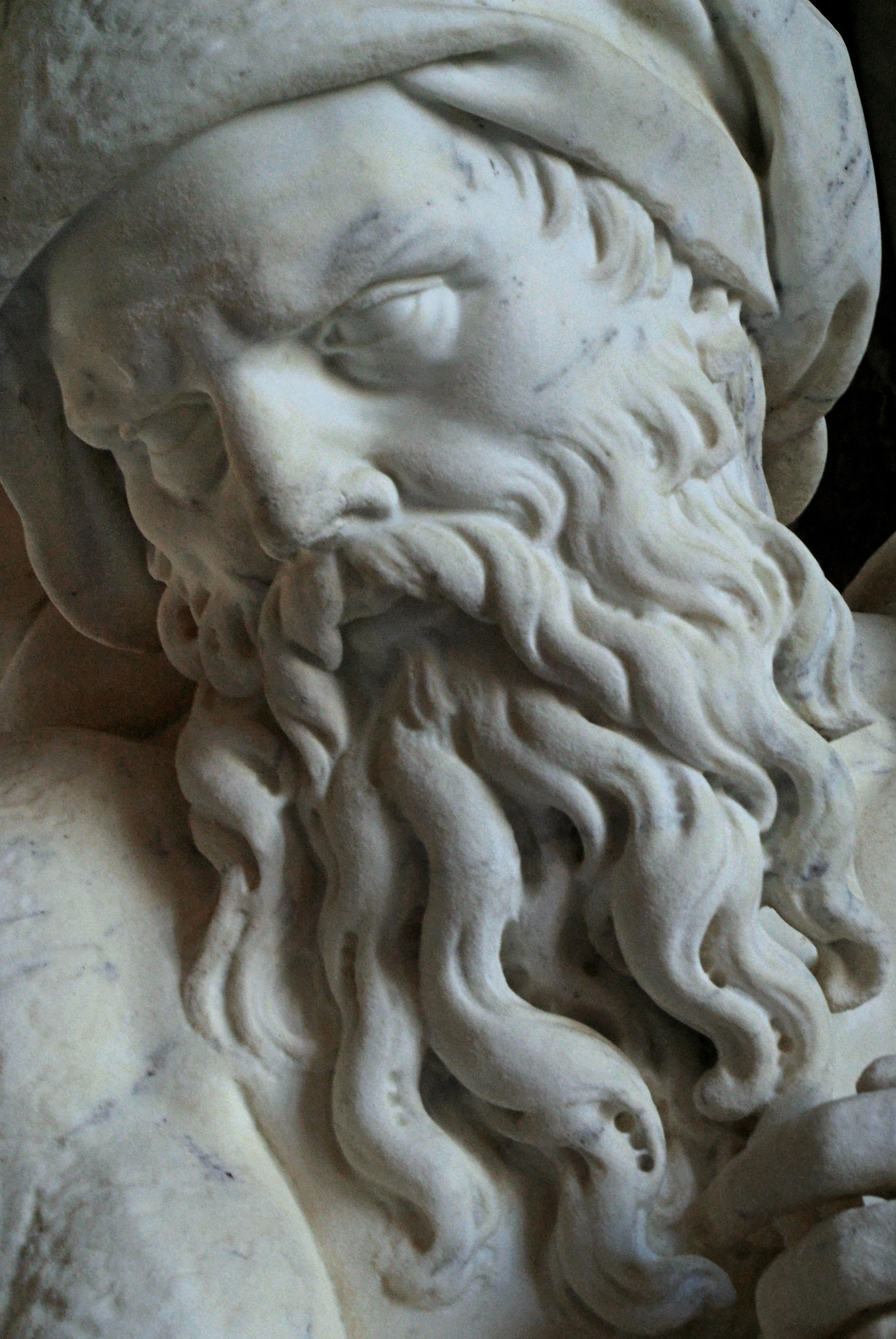
④
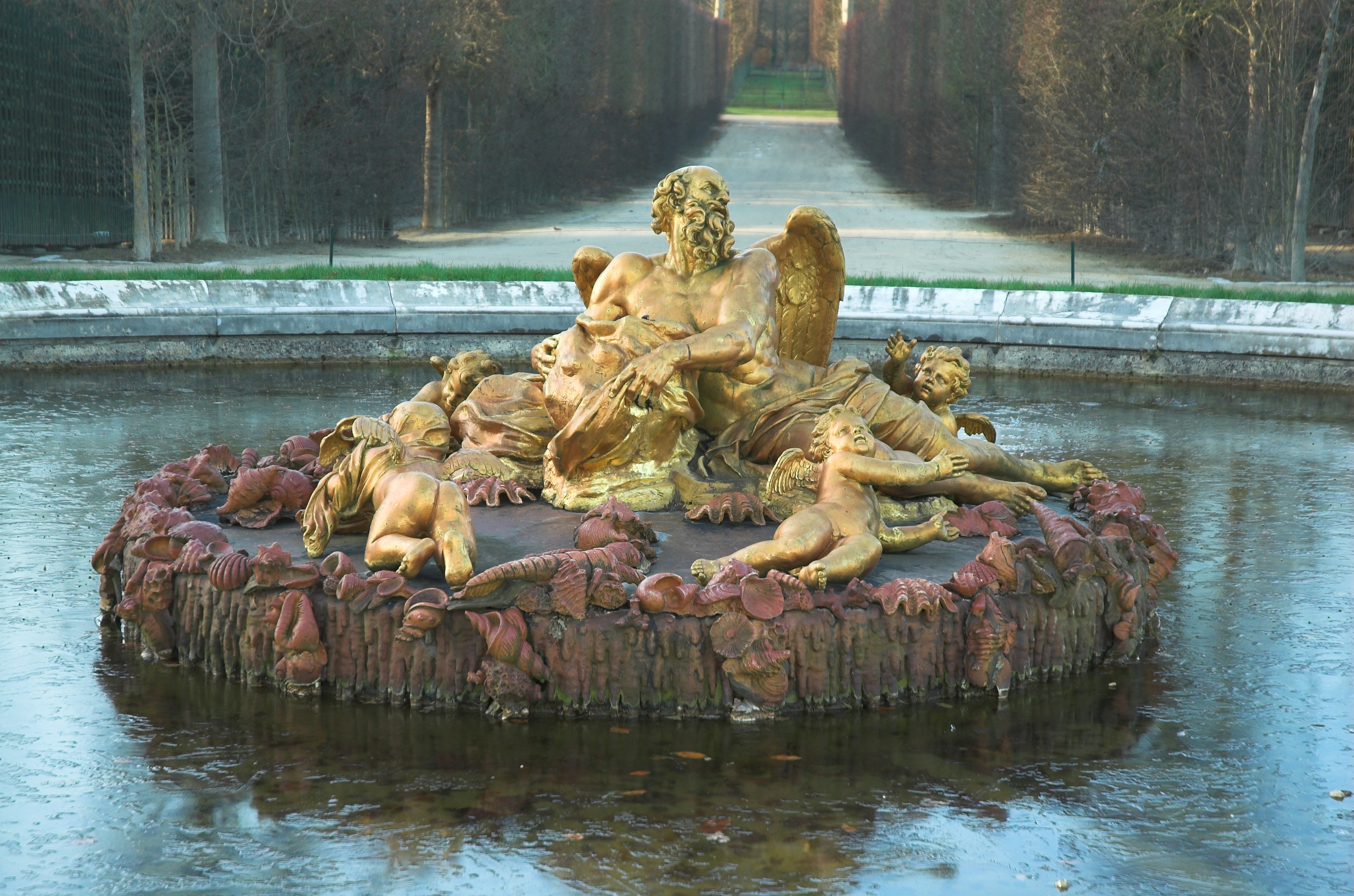
⑤
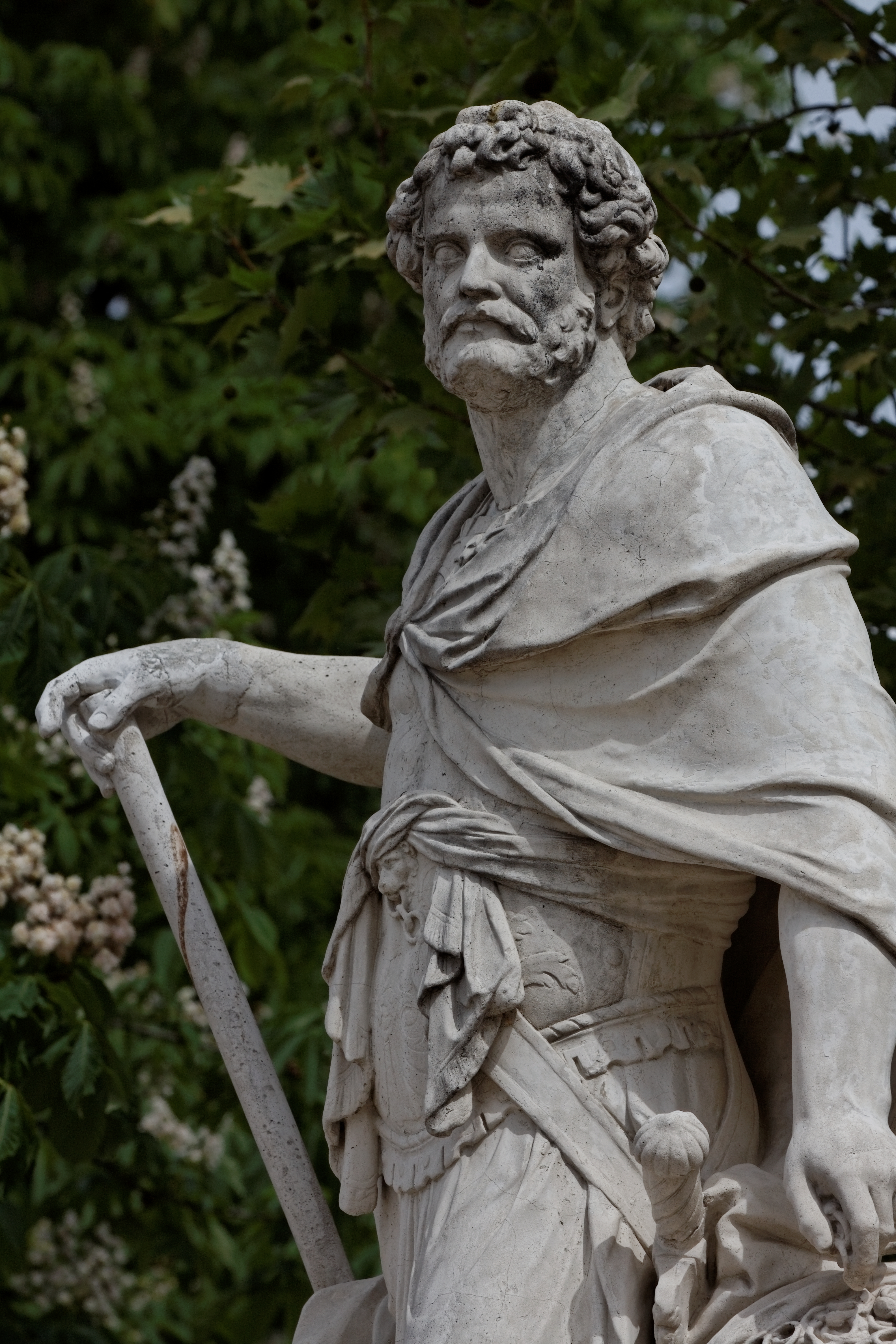
⑥

- ① Grabmal des Kardinals Richelieu in der Kirche der Sorbonne.
- ②  Statuen in den Bains d’Apollon zu Versailles zusammen mit Thomas Regnaudin.
- ③ Der Raub der Proserpina zu Kolonnade (Versailles).
- ④ L’Hiver (der Winter) in Gestalt eines Greises (im Park zu Versailles).
- ⑤ Das Saturn-Becken, ebenfalls im Park zu Versailles.
- ⑥ Statue des Hannibal im Jardin des Tuileries (Paris).